# Dixa cincta
Dixa cincta är en tvåvingeart som beskrevs av Curtis 1832. Dixa cincta ingår i släktet Dixa och familjen u-myggor. Inga underarter finns listade i Catalogue of Life.